# Wladimir Kaminer

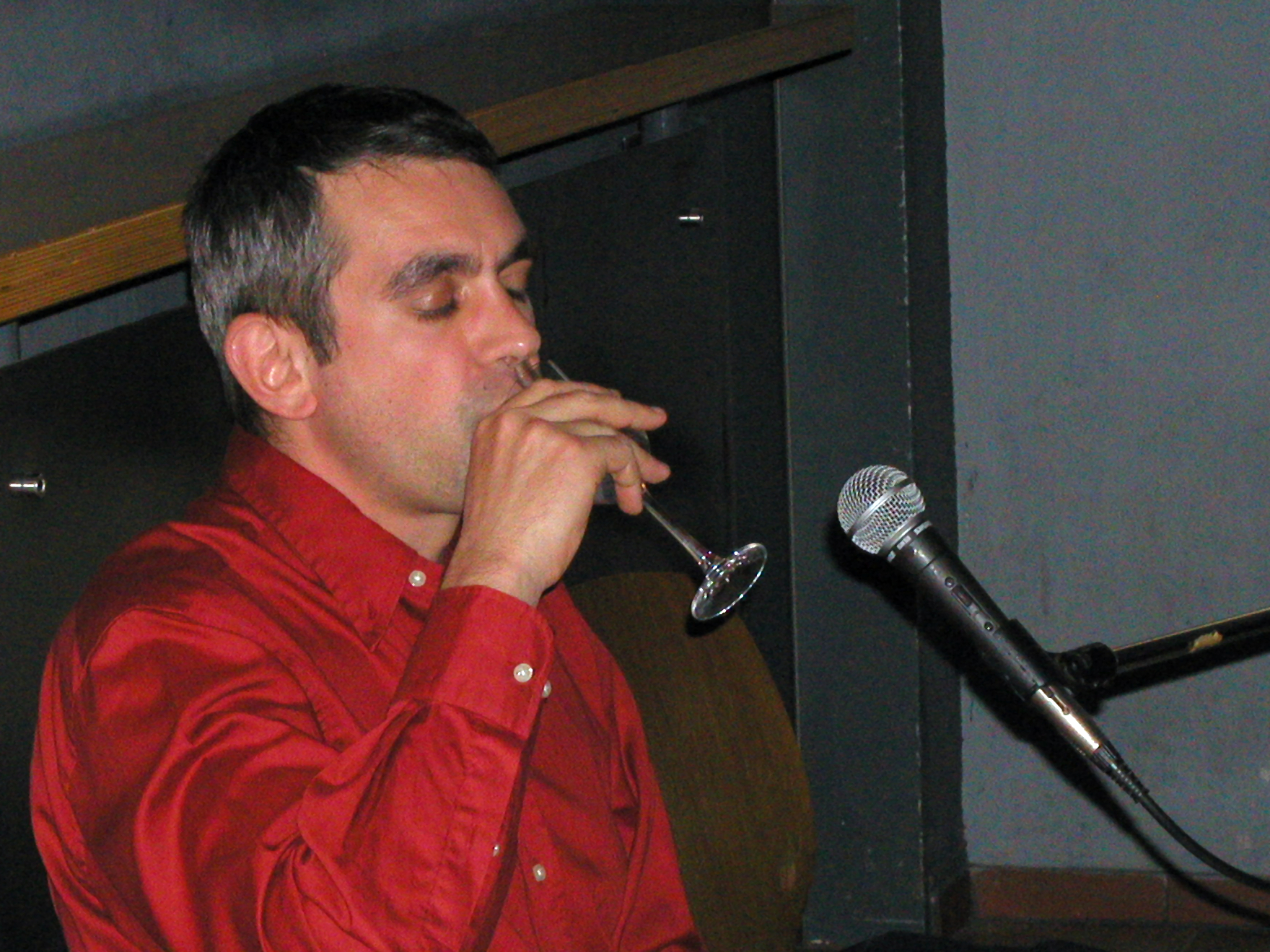
Wladimir Kaminer

Wladimir Kaminer (Moscou, 19 de julho de 1967) é um escritor e colunista alemão de origem russo-judaica. Ficou conhecido muito além da Alemanha pelas suas narrativas Militärmusik (música militar) e Russendisko, entre outros. Kaminer escreve os seus textos em língua alemã e não na sua língua materna, o russo.
Kaminer é filho de uma professora e de um economista, que trabalhava como gerente adjunto de uma empresa da marinha russa. Depois de uma formação como engenheiro de som para teatro e rádio, estudou dramaturgia no Instituto de Teatro em Moscovo. Enquanto estudante, teve empregos esporádicos e organizou festas e concertos underground na cena rock moscovita. Em Junho de 1990 foi viver para Berlim e recebeu asilo humanitário da República Democrática da Alemanha, que na altura ainda existia. Pouco antes da reunificação oficial da Alemanha, a 3 de Outubro de 1990, foi-lhe concedida a nacionalidade da RDA, pelo que mais tarde se tornaria automaticamente cidadão da Alemanha reunificada.
Durante muitos anos foi membro da “Reformbühne Heim & Welt“ (“palco de reforma casa & mundo”), no Kaffee Burger, onde lia semanalmente as suas histórias mais recentes. Publica frequentemente textos em variados jornais e revistas alemães, teve um programa semanal de rádio com o nome Wladimirs Welt (o mundo do Wladimir) no canal SFB 4 Radio Multikulti, bem como rúbricas pontuais num programa televisivo matinal (ZDF Morgenmagazin) do canal ZDF. Em conjunto com Yuriy Gurzhy organiza eventos no Kaffee Burger tais como a Russendisko, uma mistura de música pop russa, da mais antiga à mais recente, e música underground. Existem vários CDs com uma seleção destas músicas, com o nome "Russendisko". Em Dezembro de 2006, Kaminer abriu o Club Rodina em Berlim, do qual desistiu passados quatro meses e meio. No mesmo ano anunciou que ia concorrer como candidato a Presidente de Berlim em 2011. Kaminer vive com a sua esposa, Olga Kaminer, que conheceu em Berlim em 1995 e também é oriunda da União Soviética, e os dois filhos do casal no bairro berlinense Prenzlauer Berg.

## Obra
- Russendisko (2000) 
  - Balada russa. (Trad. Cláudia Abeling). São Paulo: Globo, 2005.
  - Discoteca russa. (Trad. Nuno Batalha). Lisboa: Cavalo de Ferro Editores, 2005.

- Schönhauser Allee (2001)
- Frische Goldjungs (2001)
- Militärmusik (2001) 
  - Militärmusik. (Trad. Nuno Batalha). Lisboa: Cavalo de Ferro, 2003.
- Die Reise nach Trulala (2002) 
  - Viagem a Tralalá. (Trad. Helena Araújo). Lisboa: Tinta-da-China, 2012.
- Helden des Alltags com Helmut Höge (2002)
- Mein deutsches Dschungelbuch (2003)
- Ich mache mir Sorgen, Mama (2004)
- Karaoke (2005)
- Küche totalitär, Das Kochbuch des Sozialismus (2006)
- Ich bin kein Berliner, Ein Reiseführer für faule Touristen (2007)
- Mein Leben im Schrebergarten (2007)
- Salve Papa! (2008)
- Es gab keinen Sex im Sozialismus (2009)
- Meine russischen Nachbarn (2009)
- Das Leben ist kein Joghurt (2010)
- Meine kaukasische Schwiegermutter (2010)
- Liebesgrüße aus Deutschland (2011)

## Filmes
•	Em 2012 foi estreado o filme "Russendisko" (100 min.) de Oliver Ziegenbalg, baseado nas histórias do livro Russendisko. Nos papéis principais: Matthias Schweighöfer, Friedrich Mücke, Christian Friedel, Peri Baumeister e Susanne Bormann.